# DT-30
DT-30 „Vityaz” (în rusă ДТ-30 «Витязь») este un vehicul de transport conceput pentru îndeplinirea activităților militare în condiții extreme ca și cele tipice zonelor veșnic înghețate, zonelor mlăștinoase, zonelor deșertice. Printre barierele naturale pe care proiectanții au dorit ca vehiculele lor să le treacă cu succes, se pot enumera, traversarea râurilor, canalelor, respectiv crevaselor, trecerea peste ziduri de o anumită înălțime, precum și pentru transportul (debarcarea) echipamentului militar de pe vasele de transport în condiții neamenajate. Încă o caracteristică uimitoare a acestui vehicul este presiunea mică la sol, ceea ce-l face ideal pentru terenuri mlăștionoase și probabil că face acest vehicol imun la o parte din minele antitanc.

## Istoric
Imediat anului 1960, în URSS a devenit evidentă necesitatea unor vehicule de transport mult avansate, capabile să traverseze zone înzăpezite sau mlăștinoase. Tipic acelei perioade erau vehiculele care putea să transporte o încărcătură de până la 5 tone în asemenea condiții. De astfel de vehicule era nevoie pentru patrularea graniței nordice și estice. Din acest motiv a fost creat un birou însărcinat cu dezvoltarea și proiectarea unor astfel de vehicule.